# Kilyazi
Kilyazi (ryska: Килязи) är en ort i Azerbajdzjan.   Den ligger i distriktet Xızı Rayonu, i den östra delen av landet, 70 km nordväst om huvudstaden Baku. Kilyazi ligger 5 meter över havet och antalet invånare är 3 277.
Terrängen runt Kilyazi är platt åt nordost, men åt sydväst är den kuperad. Runt Kilyazi är det ganska glesbefolkat, med 26 invånare per kvadratkilometer.. Kilyazi är det största samhället i trakten.
Omgivningarna runt Kilyazi är i huvudsak ett öppet busklandskap.